# Crevarska Strana
Crevarska Strana (1953 és 1971 között Vladimirovo) falu Horvátországban, Sziszek-Monoszló megyében. Közigazgatásilag Gvozd községhez tartozik.

## Fekvése
Sziszektől légvonalban 45, közúton 58 km-re délnyugatra, Károlyvárostól légvonalban 26, közúton 38 km-re délkeletre, községközpontjától 3 km-re nyugatra, az úgynevezett Báni végvidéken, a Petrova gora hegység északkeleti lábánál fekszik. Itt halad át a 6-os számú főútvonal és a Vrginmostról Károlyvárosra menő vasútvonal. Nyolc településrésze Crevari, Jovičići, Rodići, Vukmirovići, Tepšići, Lackovići, Zorići és Vignjevići az itt élő családok neveit viseli.

## Története
A térség többi településéhez hasonlóan újabb alapítású, csak a 17. század vége felé keletkezett, majd a katonai határőrvidék része lett. A 18. század közepén megalakult a Glina központú első báni ezred, melynek fennhatósága alá ez a vidék is tartozott. 1881-ben megszűnt a katonai közigazgatás. Fejlődésében sokat jelentett a Vrginmost-Károlyváros vasútvonal 1905-ös megépülése. 1918-ban az új szerb-horvát-szlovén állam, majd később Jugoszlávia része lett.
A második világháború idején szerb többségű lakossága nagyrészt elmenekült, de sokakat meggyilkoltak, elhurcoltak, mások pedig partizánnak álltak. A glinai mészárlás során 1941. augusztus 2-án mintegy ezer, a vrginmosti község területéről elhurcolt szerbet gyilkoltak le. Nehéz nap virradt a falura 1941. augusztus 11-én hajnalban, amikor egy sikeres partizánakció után 82 lakosát gyűjtötték össze és gyilkolták meg a vasútállomás közelében. 1942 szeptemberében ellenséges erők teljesen lerombolták a települést. A partizánok a bihácsi hadművelet során még 1942-ben visszafoglalták. A háború során 135-en estek a fasiszta megtorlás áldozatául, a falu teljes embervesztesége pedig 192 fő volt.
A háború után megindult az újjáépítés. A délszláv háború idején szerb lakossága a jugoszláv és szerb erőket támogatta. A horvát hadsereg a Vihar hadművelet keretében 1995. augusztus 7-én foglalta vissza települést. A szerb lakosság elmenekült, de később sokan visszatértek. 2011-ben 161 lakosa volt, akik főként mezőgazdasággal és állattartással foglalkoztak.

## Népesség
| Lakosság változása | Lakosság változása | Lakosság változása | Lakosság változása | Lakosság változása | Lakosság változása | Lakosság változása | Lakosság változása | Lakosság változása | Lakosság változása | Lakosság változása | Lakosság változása | Lakosság változása | Lakosság változása | Lakosság változása | Lakosság változása |
| ------------------ | ------------------ | ------------------ | ------------------ | ------------------ | ------------------ | ------------------ | ------------------ | ------------------ | ------------------ | ------------------ | ------------------ | ------------------ | ------------------ | ------------------ | ------------------ |
| 1857               | 1869               | 1880               | 1890               | 1900               | 1910               | 1921               | 1931               | 1948               | 1953               | 1961               | 1971               | 1981               | 1991               | 2001               | 2011               |
| 0                  | 0                  | 0                  | 0                  | 0                  | 0                  | 171                | 0                  | 0                  | 543                | 530                | 515                | 469                | 425                | 262                | 161                |

(1931-ben és 1948-ban lakosságát Vrginmosthoz számították.)